# Uromyces ferganensis
Uromyces ferganensis ist eine Ständerpilzart aus der Ordnung der Rostpilze (Pucciniales). Der Pilz ist ein Endoparasit von Süßgräsern der Gattung Stipa. Symptome des Befalls durch die Art sind Rostflecken und Pusteln auf den Blattoberflächen der Wirtspflanzen. Sie ist paläarktisch verbreitet.

## Merkmale

### Makroskopische Merkmale
Uromyces ferganensis ist mit bloßem Auge nur anhand der auf der Oberfläche des Wirtes hervortretenden Sporenlager zu erkennen. Sie wachsen in Nestern, die als gelbliche bis braune Flecken und Pusteln auf den Blattoberflächen erscheinen.

### Mikroskopische Merkmale
Das Myzel von Uromyces ferganensis wächst wie bei allen Uromyces-Arten interzellulär und bildet Saugfäden, die in das Speichergewebe des Wirtes wachsen. Die goldenen bis zimtbraunen Uredosporen des Pilzes sind 21–27 × 21–27 µm groß, zumeist kugelig und stachelwarzig. Die goldenen Teliosporen sind einzellig, in der Regel eiförmig bis kugelig und 21–30 × 21–24 µm groß.

## Verbreitung
Das bekannte Verbreitungsgebiet von Uromyces ferganensis umfasst die GUS-Staaten und Marokko. Neuere Nachweise stammen aus dem Iran auf Stipa caucasica und Stipa holoserica.

## Ökologie
Die Wirtspflanzen von Uromyces ferganensis sind die Federgräser Stipa barbata und Stipa lessingiana. Der Pilz ernährt sich von den im Speichergewebe der Pflanzen vorhandenen Nährstoffen, seine Sporenlager brechen später durch die Blattoberfläche und setzen Sporen frei. Die Art durchläuft einen Entwicklungszyklus, von dem bisher nur der Wirt von Telien und Uredien beschrieben sind; Telien, Uredien, Spermogonien und Aecien konnten der Art nicht zugewiesen werden.